# Schräglenkerachse

Einzelradaufhängung an einer Hinterachse mit Schräglenkern

Die Schräglenkerachse ist eine Bauform der Einzelradaufhängung. Sie wird in Kraftfahrzeugen fast ausschließlich als Radaufhängung an der Hinterachse verwendet. Der Radträger ist mit der Karosserie oder einem Hilfsrahmen (Fahrschemel) unmittelbar durch ein Drehgelenk verbunden, welches durch zwei Lager mit großer Abstützbasis gebildet wird. Die Drehachse zeigt zur Fahrzeugmitte hin schräg nach hinten, sodass die Räder beim Einfedern etwas Vorspur und negativen Sturz bekommen.
Im Vergleich zur Pendelachse hat die Schräglenkerachse geringere Sturzänderung und ein tiefer liegendes Momentanzentrum. Antriebswellen müssen aber je zwei Gelenke haben statt einem. Im Vergleich zu modernen Mehrlenkerachsen neigt die Schräglenkerachse unter Seitenkräften zum Übersteuern, gilt daher als technisch überholt.
Lancia ließ sich die Schräglenkerhinterachse im Jahre 1947 patentieren und baute sie ab 1950 im Lancia Aurelia ein. Renault verwendete sie ab 1951 (Renault Frégate), Fiat ab 1955 (Fiat 600) und 1957 (Fiat Nuova 500) (in beiden Typen zusammen über 6,5 Millionen Mal). Deutsche Hersteller begannen Ende der 1950er-Jahre Schräglenkerachsen einzubauen: Sachsenring im Trabant und Lloyd im Lloyd Alexander TS jeweils ab 1958, Barkas (B 1000 ab 1961), BMW („Neue Klasse“ ab 1962), AWE (Wartburg 312 ab 1965), NSU (Ro 80 ab 1967), Mercedes-Benz (Typ W114/115 – „Strich-Acht“ ab 1968) und Volkswagen (VW Käfer mit Halbautomatik, VW-Transporter T2, beide 1967), VW 411 1968 und K 70 1970. Daimler-Benz verwendete für die hintere Schräglenkerachse der 1968 vorgestellten Baureihe W114/115 die Bezeichnung „Diagonalpendelachse“. Der Name wurde aus Marketinggründen gewählt, um die damals aktuelle S-Klasse (W 108/109) mit Pendelachse nicht als veraltete Konstruktion erscheinen zu lassen. Unabhängig davon wurde im Sprachgebrauch der DDR die Schräglenkerachse teilweise auch als „Schrägpendelachse“ bezeichnet.
In Großbritannien führte Ford sie 1966 im Ford Zephyr ein, der Nachfolger Ford Granada von 1972 mit der gleichen Achskonstruktion war auch auf dem Kontinent erhältlich. BMC verwendete sie beim 1967 erschienenen Austin 3-litre. GM führte die Schräglenkerachse 1964 im Chevrolet Corvair ein und in Europa ab 1977 im Opel Senator und Vauxhall Royale. In Frankreich gab es sie wieder ab 1968 im Peugeot 504.
Sie wird seit Beginn der 1980er Jahre bei hinterradgetriebenen Fahrzeugen von der Raumlenkerachse verdrängt, wie sie im Mercedes 190 (W 201) zum ersten Mal verwendet wurde.
Zu den wenigen Ausnahmen, bei denen ein Kraftfahrzeug Schräglenker auch an den Vorderrädern hat, zählt der Barkas B 1000, in diesem Fall gibt es sogar keine weiteren Lenker. Der Fiat 132 hat vorn eine Doppelquerlenkerachse mit Schwingarmen unten, an denen jeweils ein Schräglenker befestigt ist. Der Austin Allegro hat vorn einen Querlenker oben und einen Schräglenker sowie eine Zugstrebe unten. Auch der Peugeot 504 hat eine Vorderachse mit Schräglenkern.